# Maurice de Partouneaux
Maurice de Partouneaux (Mentone, 17 dicembre 1798 – Mentone, 1º febbraio 1898) è stato un militare francese.

## Biografia
Era figlio del generale Louis de Partouneaux.
Ottenne i gradi di sottotenente nel 1816, poi tenente nel 1822. Fu assegnato al 3º Reggimento Dragoni, unità con la quale prese parte alla Spedizione di Spagna nel 1823.
Promosso capitano nel 1825, prese il comando di uno squadrone del 2º Reggimento Fucilieri. Fu promosso maggiore nel 1833.
Colonnello nel 1841, divenne comandante di corpo del 1º Reggimento Lancieri. Fu promosso generale di brigata nel 1850. Nominato generale di divisione nel 1853, prese poi il comando della 6ª Divisione di Cavalleria a Lione.
Nel 1859 partecipò alla testa di questa unità, assegnata al 3º corpo d'armata d'Italia del generale Canrobert, nella battaglia di Solferino. Fu nominato Grande Ufficiale della Legion d'Onore con decreto del 19 agosto 1859.
Dopo questa guerra, lasciò l'esercito per dedicarsi alla politica. Fu eletto consigliere generale delle Alpi Marittime.